# Jon Knudsen
Jon Knudsen (* 20. November 1974 in Skedsmo) ist ein ehemaliger norwegischer Fußballtorwart und war bis 2011 Nationaltorhüter von Norwegen.

## Karriere

### Verein
Knudsen begann seine Karriere im Jugendverein seines Heimatortes Leirsund, wechselte anschließend in die Jugendabteilung des norwegischen Erstligisten Lillestrøm SK und nahm mit der norwegischen Auswahl an der Junioren-Fußballweltmeisterschaft 1993 teil. Im selben Jahr stieg er in die Profimannschaft von Lillestrøm auf und war Ersatz des norwegischen Nationaltorhüters Frode Grodås. Sein Profidebüt feierte er im Juni 1993 beim Spiel gegen Ham-Kam, als Grodås verletzungsbedingt in der ersten Halbzeit ausgewechselt werden musste. Zu diesem Zeitpunkt lag Lillestrøm 0:2 in Rückstand, konnte jedoch das Spiel drehen und schließlich 4:3 gewinnen. Das nächste Spiel gegen Molde FK wurde mit 3:0 gewonnen und war somit sein erstes Spiel ohne Gegentreffer. Nach weiteren vier Spielen war Grodås wieder genesen und Knudsen wieder Ersatzmann.
Um Spielpraxis zu sammeln, wurde er in den folgenden Jahren an mehrere Vereine ausgeliehen. In Strømsgodset Toppfotball brach er sich bei einem Spiel gegen Stabæk Fotball das Bein, nachdem er mit einem Mitspieler zusammengestoßen war, was eine dreizehnmonatige Pause zur Folge hatte. Danach gab es weitere Leihgeschäfte mit Skjetten SK und Kongsvinger IL.
1999 verließ er Norwegen in Richtung Dänemark und unterschrieb beim Ikast FS, der aber noch im selben Jahr mit FC Midtjylland fusionierte. Bereits nach 15 Spielen wechselte er zum norwegischen Erstligisten Stabæk Fotball, um den zum FC Sevilla wechselnden Torhüter Frode Olsen zu ersetzen. Dort wurde er schnell Stammtorhüter und absolvierte alle Spiele der Saison 2000/01. Aufgrund eines epileptischen Anfalls im Juni 2001 und musste er für die meisten Spiele der Saison 2001/02 aussetzen. Mit Stabæk erreichte er 2003 den dritten Platz und 2007 den zweiten Platz. 2008 gewann er mit seinem Verein die norwegische Meisterschaft, was zugleich auch der erste Meisterschaftsgewinn von Stabæk war.
In der Saison 2011 verlor er jedoch seinen Stammplatz an Jan Kjell Larsen, weshalb er 2012 zu Fredrikstad FK wechselte.

### Nationalmannschaft
2007 wurde Knudsen für das Qualifikationsspiel zur Europameisterschaft 2008 gegen Malta zum ersten Mal in den Kader der Norwegischen Fußballnationalmannschaft berufen.
Sein Nationalmannschafts-Debüt hatte er am 11. Oktober 2008 beim Spiel gegen Schottland, welches 0:0 endete.

## Familie
Knudsen lebt mit seiner Frau und seinen Kindern im Stadtteil Høybråten in Oslo.

## Erfolge
- Rosenborg Trondheim
  - Norwegischer Meister: 2008
  - Norwegischer-Fußballpokal-Finalist: 2008